# Byron Bay (band)
Byron Bay was een Belgische band. Hun sound wordt gekenmerkt door meerstemmige samenzang en elektronische drums. De band bestond uit Tom Verstappen, Dries Lybaert, David Maes en Tobie Speleman. De relatief jonge bandleden komen uit de omgeving van Gent.
In 2014 behaalden ze de finale van Humo's Rock Rally en De Nieuwe Lichting op Studio Brussel.

## Mocking Jay
Byron Bay  ontstond in oktober 2012 onder de naam Mocking Jay. Omdat deze naam als merk gedeponeerd werd door de makers van The Hunger Games moesten ze een week voor de finale van Humo's Rock Rally halsoverkop van naam veranderen.

## Crowdfunding
In de zomer van 2014 trekt Byron Bay op tour door Spanje. Deze tournee werd gefinancierd door hun fans via het crowdfundingplatform Indiegogo. De tournee wordt opgepikt door Radio 1 en het Nieuwsblad.

## Discografie

### Singles

#### God Only Knows
Byron Bay bracht in oktober 2014 een eerste single God Only Knows uit in eigen beheer. Het nummer werd geproduceerd door Reinhard Vanbergen van Das Pop. De videoclip werd geregisseerd door Thomas van Geel, die onder meer clips voor School is Cool en Team William had gemaakt.
Het nummer werd opgepikt door Studio Brussel en MNM. Het belandde in de Afrekening op plaats 26 en verscheen ook op Afrekening-CD 58. De clip was een week lang op JIM.

#### Run For Gold
De 2e single kwam uit in het voorjaar van 2015 en werd gesignaleerd op Radio 1. Reinhard Vanbergen was opnieuw producer van dienst en ook de videoclip werd door dezelfde crew onder leiding van Thomas Vangeel opgenomen.

#### Wild Heart
Op 5 februari werd de single 'Wild Heart' gereleased, voorloper van de gelijknamige EP. Daniela Degraux, bekend van de één-serie de Biker Boys, neemt hierin de hoofdrol voor haar rekening.

### EP

#### Wild Heart
In maart 2016 kwam Wild Heart uit, de eerste EP van Byron Bay. De EP bestaat uit 5 nummers en werd opgenomen in Studio La Patrie, de opnamestudio van Koen Gisen.